# فالکنزی
شهر فالکنزی در ایالت برندنبورگ در کشور آلمان واقع شده است.